# Laplap
Laplap (a volte scritto lap lap) è il piatto nazionale di Vanuatu. Questo si prepara grattugiando le radici dell'albero del pane, delle banane, del taro o dell'igname, fino ad ottenere una pasta vegetale. Questa viene poi avvolta in foglie di banana e cotta con crema di cocco  in un forno sotterraneo di pietra. All'impasto si possono aggiungere carni come maiale, manzo, pollo o volpe volante. 